# Берјозови
Берјозови (рус. Берёзовый) насељено је место на југозападу европског дела Руске Федерације. Налази се у централном делу Краснодарске покрајине и административно припада њеном Краснодарском градском округу.
Према подацима националне статистичке службе РФ за 2010. у насељу је живело 6.743 становника.

## Географија
Насеље Берјозови се налази на северној периферији града Краснодара од чијег средишта је удаљено неких деетак километара.

## Историја
Као засебно насеље егзистира од 1977. године.

## Демографија
Према подацима са пописа становништва 2010. у насељу је живело 6.743 становника.
| 1989. | 2002. | 2010. |
| ----- | ----- | ----- |
| [ 1 ] | 6.320 | 6.743 |